# Yang Yun
Yang Yun (förenklad kinesiska: 杨云; traditionell kinesiska: 楊雲; pinyin: Yáng Yún), född den 2 december 1984 i Zhuzhou, Hunan, är en kinesisk gymnast.
Hon tog OS-brons i barr i samband med de olympiska gymnastiktävlingarna 2000 i Sydney.